# Lapislazuli

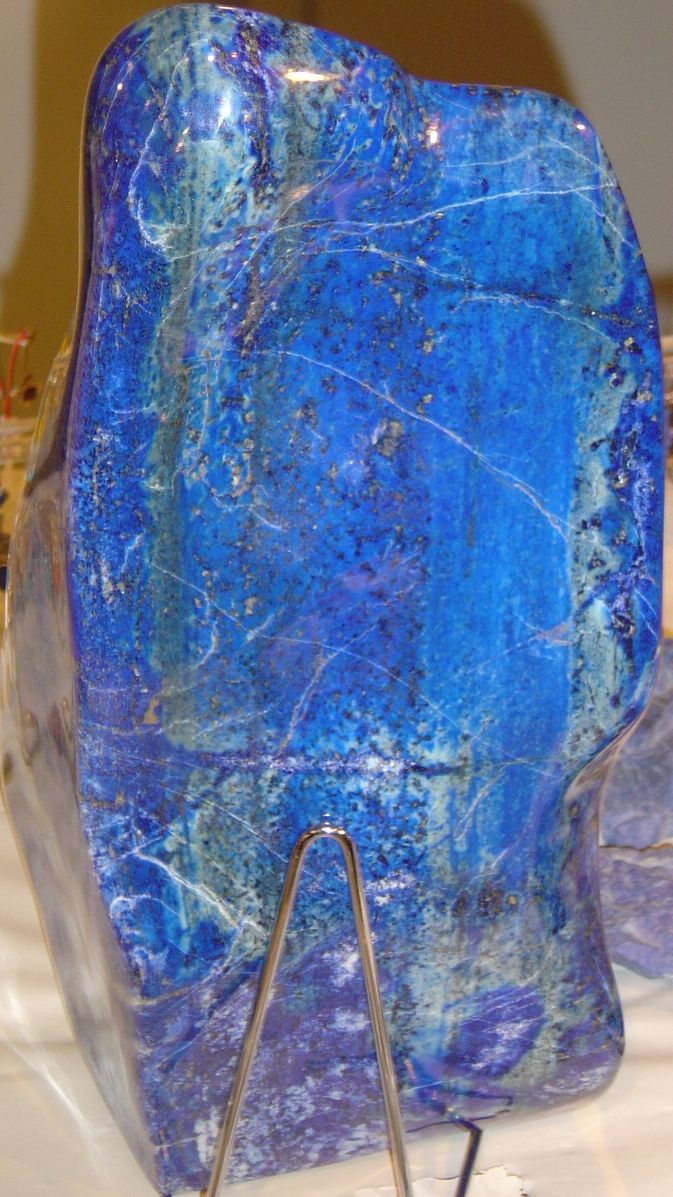
Polierter Lapislazuli-Gesteinsblock

Lapislazuli, auch Lapis Lazuli (lateinisch Lapis lazuli) und Lasurstein genannt, ist ein natürlich vorkommendes, tiefblaues metamorphes Gestein, das je nach Fundort aus unterschiedlichen Anteilen der Minerale Lasurit, Pyrit, Calcit sowie geringeren Beimengungen an Diopsid, Sodalith und anderen besteht.

## Etymologie
Das Wort Lapis ist lateinisch und bedeutet „Stein“. Lazuli, Genitiv des mittellateinischen Wortes lazulum für „Blau“, leitet sich wie mittellateinisch lazurium und altgriechisch lazoúrion über arabisch-paschtunisch لازورد / lāzaward /‚himmelblau‘ (persisch läžwärd), „Lasurstein, lasurfarben“, vom persischen لاجورد / lāǧevard ab. Synonyme Bezeichnungen sind unter anderem Azur d’Acre, azurum ultramarinum, Bleu d’Azur, Lapis lazuli ultramarine, Las(z)urstein, Lazurium, Lazurus orientalis, Oltremare, Orientalischblau, Outremer lapis, Pierre d’azur, Ultramarin echt, Ultramar ino/verdadero, Ultramarine natural; des Weiteren nach Plinius und Theophrast coeruleum scythium. Der Lapislazuli wurde gemäß Zekert auch lateinisch Cyaneus genannt.

## Chemie und Farbe

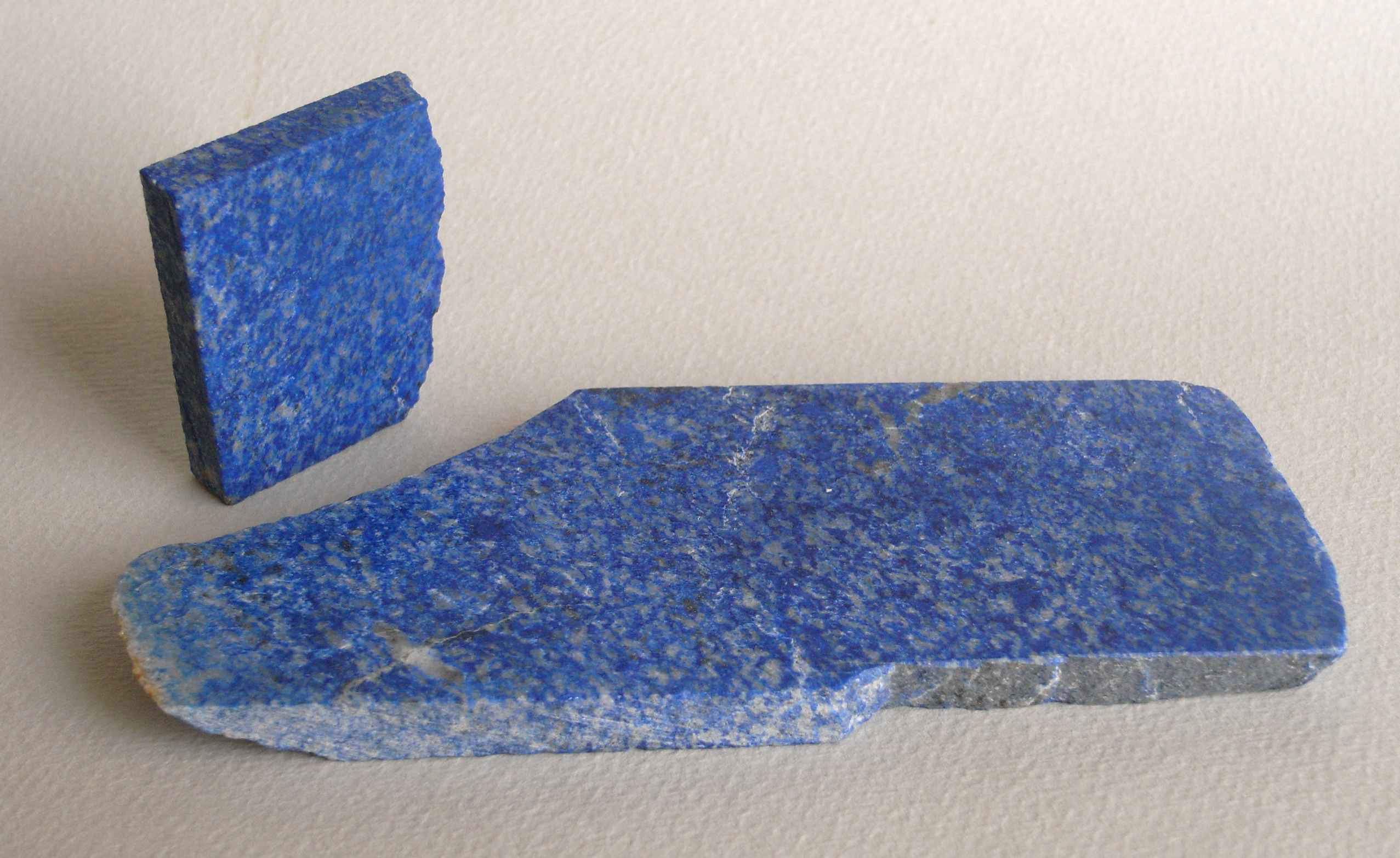
Lapislazuli aus der afghanischen Lagerstätte in der Provinz Badachschan (Koktscha-Tal)

Erste Charakterisierungen dieses mineralischen Farbpigments erstellte Andreas Sigismund Marggraf im Jahr 1768. Die erste chemische Analyse des Hauptbestandteils von Lapislazuli, des Lasursteins, gelang 1806 dem französischen Chemiker Nicolas Clément mit einer aus heutiger Sicht schon guten Genauigkeit (Silice: 35,8 %, Alumine: 34,8 %, Soude: 23,2 %, Soufre: 3,1 %, Chaux carbonatee: 3,1 %). Davon ausgehend wurde in der Folgezeit nach Wegen zur Herstellung von künstlichem Ultramarin, das möglichst dem natürlichen Lasurit entsprechen sollte, gesucht und in den 1820er Jahren fast gleichzeitig von dem französischen Chemiker Jean-Baptiste Guimet und dem deutschen Chemiker Christian Gottlob Gmelin entwickelt. Untersuchungen von natürlichem und künstlichem Ultramarin sowie der verwandten Mineralien Sodalith, Nosean und Hauyn mit physikalischen Methoden (ab 1929 mit der Röntgenstrukturanalyse) führten zu der Erkenntnis, dass diese Stoffe zur Gruppe der Alumosilikate gehören.
Begehrte Schmucksteine sind von intensiver, ultramarinblauer Farbe, die auf •S3− Radikalanionen des Schwefels in der idealisierten Formel Na6[Al6Si6O24]SxCa (mit x > 1) zurückzuführen ist. Fein verteilter Pyrit gilt als Echtheitsnachweis. Flecken oder kleine goldfarbene Pyritadern werden ebenfalls geschätzt, jedoch sollte der Pyritanteil nicht zu groß sein, da die Farbe sonst in ein unschönes Grün umschlägt. Steine, bei denen das Calcit stark hervortritt, sind weniger wertvoll.
Die verschiedenen Lagerstätten bringen Farbnuancen hervor. Tadschikische Lapislazuli sind eher marineblau, die am Baikalsee gefundenen weisen blauviolette Töne und besonders starke Calcitanteile auf.

## Bildung und Fundorte
Lapislazuli entsteht vorwiegend durch Kontaktmetamorphose oder metasomatische Vorgänge unter anderem in Amphiboliten, Gneis, Marmor, Peridotiten und Pyroxeniten. Neben den genannten Gesteinen können die Minerale Afghanit, Apatit, Dolomit, Hauyn, Nephelin, Schwefel, Tremolit und auch andere assoziiert sein.
Die bekanntesten Fundstätten liegen im westlichen Hindukusch, in der Provinz Badachschan in Afghanistan. Im afghanischen Bürgerkrieg spielte die Beherrschung des Pandschir-Tals, neben seiner strategischen Bedeutung, als Lieferant des teuren Lapislazulis eine wichtige Rolle als Einnahmequelle zum Kauf von Waffen. Die Minen bei Sar-é Sang im Koktscha-Tal waren schon zu Zeiten des Alten Ägypten in Betrieb. Das Gestein wurde mit Holzfeuern gesprengt: Durch plötzliches Abschrecken mit kaltem Wasser entstanden Risse, so dass es anschließend herausgeklopft werden konnte. In Badachschan wird mit Sprengstoff gearbeitet.
Weitere wichtige Fundstätten befinden sich in Russland. Hier stammen die farblich besten Varietäten von der Lagerstätte Malobystrinskoje am Baikalsee. Weniger ergiebig erwiesen sich die Lokalitäten Talskoje und Sljudjanskoje in der Baikalregion. Die Fundstelle am Fluss Sljudjanka entdeckte Erich G. Laxmann in den Jahren 1784–1785, als er im Auftrag der Akademie der Wissenschaften des Zaren am Baikalsee naturwissenschaftliche Erkundungen betrieb. Katharina die Große sandte 1787 eine geologische Expedition in diese Region, um genauere Informationen über nutzbare Edelsteine und Minerale zu erhalten. Im Ergebnis gelangten Proben von Lasurit nach St. Petersburg.
Weitere Fundstätten befinden sich in Tadschikistan bei Ljadschwar-Dara im Pamir (Berg-Badachschan / Schachdarakette). Ferner existieren Fundorte bei Ovalle in Chile, im Iran sowie im Cascade Canyon im San Bernardino County in Kalifornien, USA.

## Prähistorische Nachweise

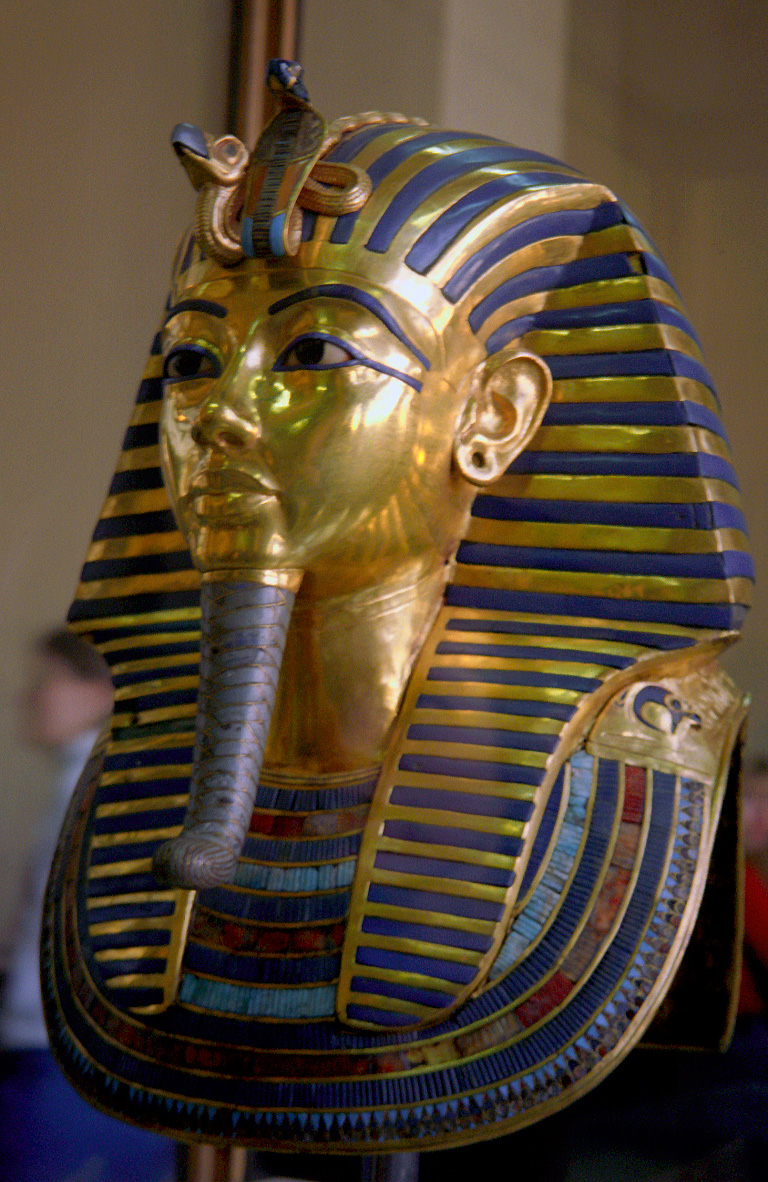
Totenmaske des Tutanchamun

Die ältesten Belege für Lapislazuli-Schmucksteine stammen aus der südasiatischen Mehrgarh-Kultur. Für die Phase II dieser Kultur (etwa 5000 v. Chr.) ist die mineralogische Herkunft aus der nordafghanischen Provinz Badachschan belegt. Der Bergbau in der Nähe von Sar-e-Sang ist schon vor 6000 Jahren nachgewiesen. Die dortige Lagerstätte Ladjuar Medam (Lajur Madan) ist zugleich die mineralogische Typlokalität für Lasurit. Die Abbaustollen in den Berghängen des Koktscha-Tals liegen auf 1500 bis 5000 Metern Höhe. Das hier gewonnene Lapislazuli gelangte als Handelsgut in Form von unbearbeiteten Blöcken und geschliffenen Schmuckperlen in weit entfernte Regionen Asiens. Strukturanalysen ergaben, dass zum Beispiel das am archäologischen Fundplatz Schahr-e Suchte (etwa 2700 bis 2300 v. Chr.) im Osten Irans vorhandene Material aus dem Koktscha-Tal stammt. Die Bewohner vom Tepe Hissar im Nordiran importierten Lapis-Gestein. In beiden Orten wurden Werkstätten aus der Mitte des 3. Jahrtausends ausgegraben, in denen neben Lapislazulistücken auch Werkzeuge für die Bearbeitung gefunden wurden: Bohrer und Klingen aus Feuerstein, sowie Stößel und Glätter aus Jaspis.
Lapislazuli hatte bereits im Altertum eine immaterielle, symbolisch aufgeladene Bedeutung. Im Alten Ägypten ist der Import von Lapis-Schmuckstein seit der 1. Dynastie während der Regierungszeit des Djer (um 2980 v. Chr.) nachgewiesen. Das Fehlen des Gesteins in der 2. und 3. Dynastie wird mit Behinderungen der Handelswege erklärt. In Pharaonengräbern des Neuen Reichs tritt Lapislazuli regelhaft auf. Bei der goldenen Totenmaske des Tutanchamun sind die Augen mit Lapislazuli-Einlagen umrandet, außerdem bestehen die Augenbrauen aus jeweils mehreren Lapis-Plättchen. Im breiten Kragen über der Brust und im Ring an der linken Hand befinden sich eingelassene Lapis-Steine. An anderen Stellen der Tutanchamun-Maske wurden lapisblau gefärbte Glas-Applikationen verwendet, zum Beispiel bei den deutlich größeren Streifen im Nemes-Kopftuch. Beliebt waren bei den Ägyptern Skarabäen aus Lapislazuli-Stein.
Vertreter der Indus-Kultur ließen sich um 2200 v. Chr. im nordafghanischen Shortugai nieder, um die lokalen Lapislazuli-Vorkommen auszubeuten und damit in Form von Perlen zu handeln.
Das in Mesopotamien gefundene Lapislazuli stammte ebenfalls aus dem Norden Afghanistans. Schmuckstücke aus den Königsgräbern bei der Zikkurat des Mondgottes Nanna in Ur, ausgestellt im Vorderasiatischen Museum Berlin und in London, zeigen die reichliche Verwendung bei den Sumerern (ca. 2000 v. Chr.).
Der assyrische König Šamši-Adad I. (18. Jahrhundert v. Chr.) erwähnte Lapislazuli unter den kostbaren Materialien aus anderen Ländern. Überliefert ist, dass es in Aššur, der Hauptstadt Assyriens, die Hälfte von Silber kostete. Als Schmuckstein gelangte es weiter westwärts. Im hethitischen Kaniš wurde Lapislazuli aus Aššur bezogen, hier lag es beim Dreifachen des Silberpreises. In Ugarit an der Mittelmeerküste gibt es Gräber, wo Lapislazuli-Perlen auf kostbaren Gewändern aufgenäht waren. Im Gilgamesch-Epos der etwa zeitgleichen Überlieferung wird Lapislazuli mehrfach erwähnt.
In der mittel- und nordeuropäischen Spätbronzezeit sind ebenfalls blaugefärbte Glasperlen vereinzelt als Grabbeigaben belegt. Wie mittels Plasma-Massenspektrometrie bewiesen werden konnte, stammen diese Importe aus Ägypten und Mesopotamien, es handelt sich hier jedoch in der Regel um Färbungen mittels Cobalt. Im Jahre 2017 wurde erstmals eine Glasperle bekannt, die offenbar mit Lapislazuli gefärbt wurde.

## Verwendung in Mittelalter und Neuzeit

### Schmuckstein

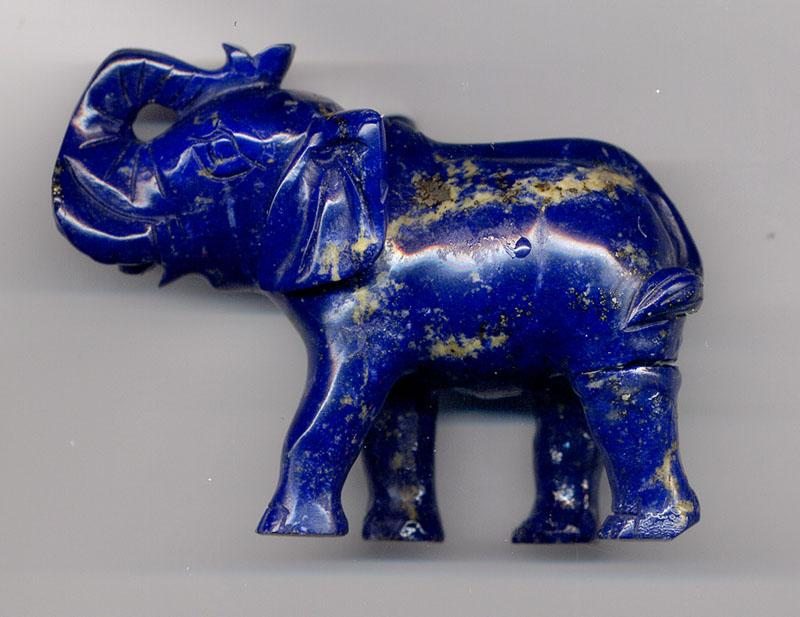
Figur aus Lapislazuli mit Pyriteinschlüssen (Länge: 8 cm)

Als Schmuckstein wird Lapislazuli seit prähistorischen Zeiten vor mindestens 7000 Jahren genutzt (vgl. Abschnitt oben). Bei echtem Lasurstein sind oft golden glitzernde Pyrit-Partikel zu erkennen.

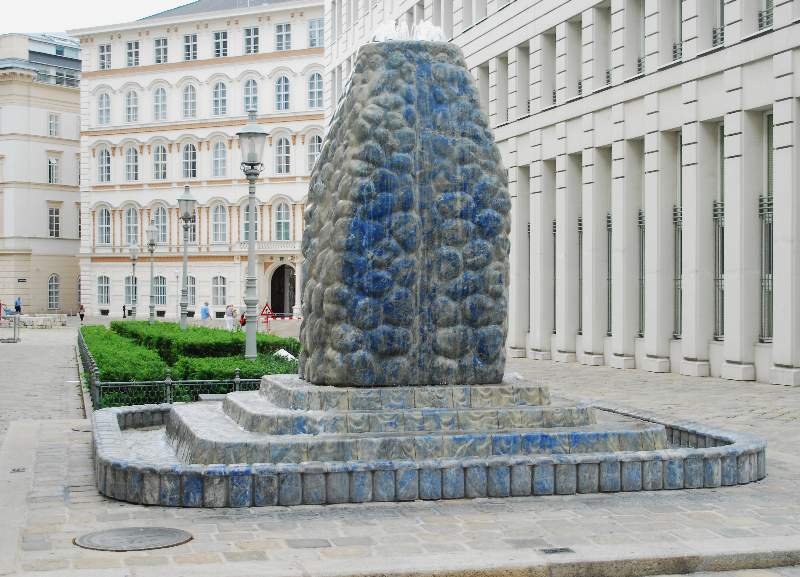
Wasserwellen-Lebens-Brunnen in Wien

Exponierte Beispiele für die Verwendung von Lapislazuli-Schmuckstein setzen sich in der Neuzeit fort. Der heiliggesprochene Aloisius von Gonzaga († 1591) wurde in einer Urne aus Lapislazuli bestattet. In der Kirche Il Gesù in Rom (um 1700) wurde der Altar der St.-Ignatius-Kapelle mit Lapislazuli-Säulen und einer in Gold gefassten lapisblauen Erdkugel dekoriert. Lange Zeit galt die Erdkugel als größtes aus einem Lapis-Block geschaffenes Kunstwerk. Neuere Forschungen zeigen aber, dass es sich um einen Mörtel mit hohem Lapislazuli-Anteil handelt. Die mittleren Säulen der Ikonostase in der Sankt Petersburger Isaakskathedrale (um 1800) bestehen aus diesem Gestein. Im Potsdamer Orangerieschloss (Bauzeit 1851 bis 1864) ließ Friedrich Wilhelm IV. ein Lapislazuli-Zimmer errichten, dessen Möbel mit Schmucksteinen bestückt sind. Aus einem Lapislazuli-Monolith von 18,3 t Rohmasse aus Chile, dem größten jemals geborgenen, wurde zum Ende des 20. Jahrhunderts der Wasserwellen-Lebens-Brunnen in Wien gestaltet.

### Pigment
Lapislazuli spielte als Pigment für leuchtend blaue und lichtbeständige Farbe in der abendländischen Kunst eine große Rolle. Die dennoch auf mittelalterlichen Bildern meist sparsame Verwendung ist dem Umstand geschuldet, dass das Pigment außerordentlich teuer war. Wie aus dem Namen „Ultramarin“ abzuleiten ist, musste es von Händlern „jenseits der See“ bezogen werden. Der Preis pro Unze für hochwertiges, kräftigblaues Pigment entsprach während der Renaissance etwa dem von Gold.
Lange wurde die Verwendung von Lapislazuli als Pigment zusätzlich zu Indigo im schottischen Book of Kells (um 800) angenommen. Neuere Analysen zeigten aber, dass die blaue Farbe aus Färberwaid extrahiert wurde. Im Codex aureus Epternacensis und anderen Werken der Ottonischen Buchmalerei gab es der himmlischen Sphäre eine materielle Ästhetik, während weniger bedeutende Details mit Azurit gemalt wurden. Seit dem Quattrocento, der italienischen Frührenaissance, wurden Lapislazuli und Gold explizit in Vertragswerken zwischen Malern und Auftraggebern festgehalten, insbesondere als Blau bei der Gestaltung des Mariengewandes. Die Technik zur Gewinnung des Pigments ist aus den Aufzeichnungen von Cennino Cennini (um 1400) überliefert. Der leuchtendblaue Himmel in den Bildern von Fra Angelico oder Giottos Fresken in der Cappella degli Scrovegni (Padua) wurde ebenfalls mit filtriertem Lapislazuli als Pigment gemalt. Beispiele für die Verwendung als Farbgrundstoff befinden sich im Stundenbuch des Herzogs von Berry, einem der wichtigsten Werke der Buchmalerei aus dem 15. Jahrhundert. Archäologische Spuren konnten auch im Zahnstein einer Frau aus dem 12. Jahrhundert nachgewiesen werden und werden als Spuren der Buchkunst gewertet. Albrecht Dürer verwendete Ultramarin für eine Reihe seiner Auftragswerke. In einem Brief an den Auftraggeber des „Heller-Altars“ betont er die hohen Materialkosten, so koste ihn die Unze feines Ultramarin zehn bis zwölf Dukaten.
In der muslimischen Architektur Zentralasiens wurde Lapislazuli-Pigment für leuchtend blaue Fayence-Fliesen verwendet, zum Beispiel an der Bibi-Chanum-Moschee und der Ulugbek-Madrasa in Samarkand oder der Mir-i Arab Madrasa in Buchara. Das Material stammte von den Vorkommen im nordafghanischen Koktscha-Tal und wurde über die Seidenstraße nach Westen verhandelt.
Auf Töpferware ist Lapislazuli für die Lādschvardina-Ware (persisch Lādschvard ‚Lapislazuli‘) Persiens des 12.–14. Jahrhunderts nachgewiesen sowie auf Meißner Porzellan des 18. Jahrhunderts. Mit der Entdeckung eines Verfahrens zur Herstellung von synthetischem Ultramarinblau im Jahre 1828 verlor das natürliche Pigment in Europa zunehmend an wirtschaftlicher Bedeutung. Friedrich August Köttig entwickelte mit dem künstlichen „Meißner Lasursteinblau“ eine kostengünstige Methode zur Herstellung tiefblauer Porzellanfarben.
Das natürliche Lapislazuli-Pigment, das aufgrund der aufwändigen Gewinnung nach wie vor sehr teuer ist, wird in Europa vor allem von Restauratoren geschätzt. In Ostasien (insbesondere Japan, China) und Arabien ist die hohe Wertschätzung des natürlichen Ultramarins als „himmlisches“ und damit zugleich herrschaftliches Blau ungebrochen vorhanden. Der japanische Künstler Hiroshi Ōnishi schuf eine Reihe von Gemälden mit Lapislazuli-Pigmenten, zum Beispiel für den Nanzen-ji-Tempel in Kyōto.

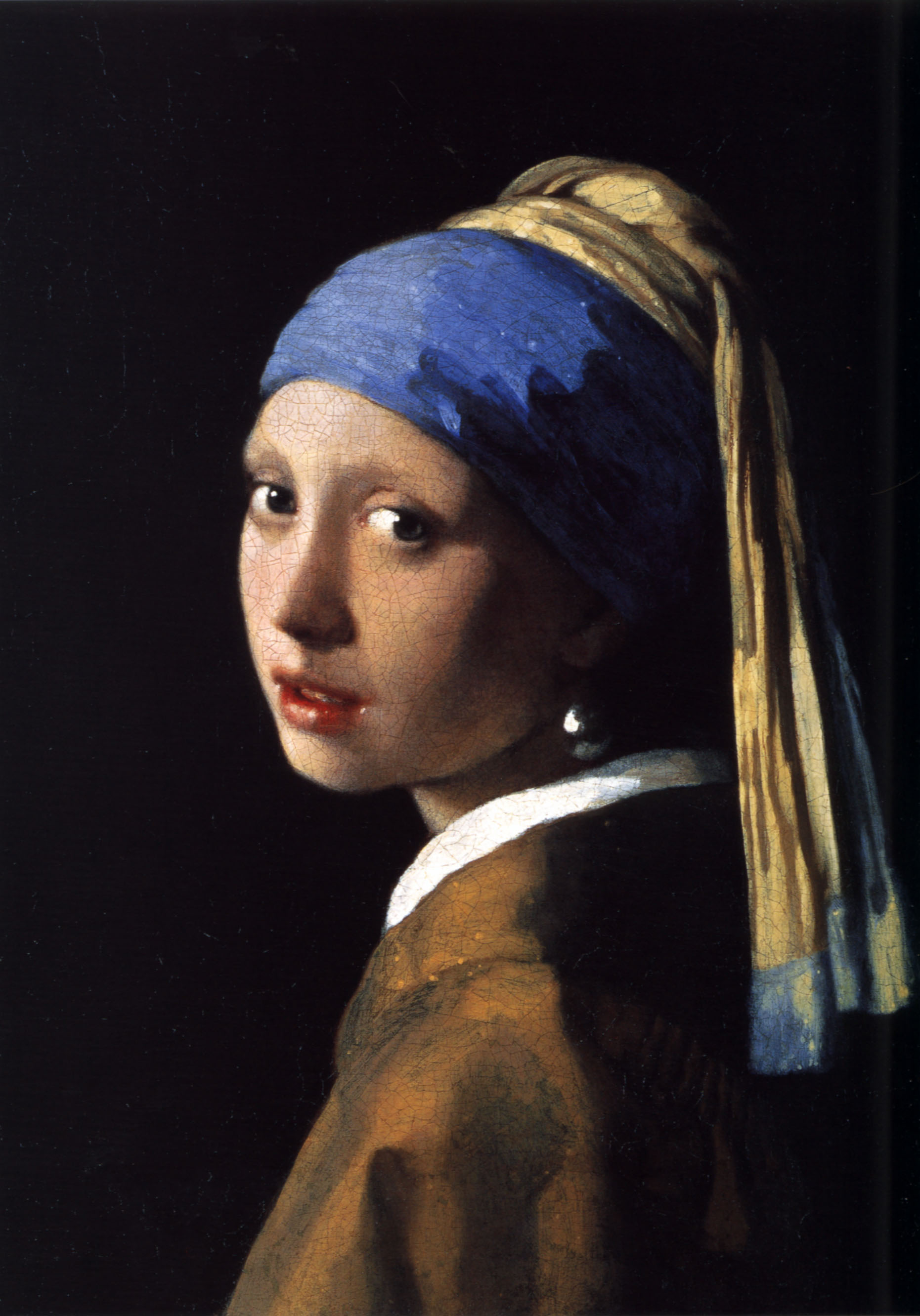
Jan Vermeer verwendete in seinem Bild Das Mädchen mit dem Perlenohrring Lapislazuli für die Farbe des Tuches
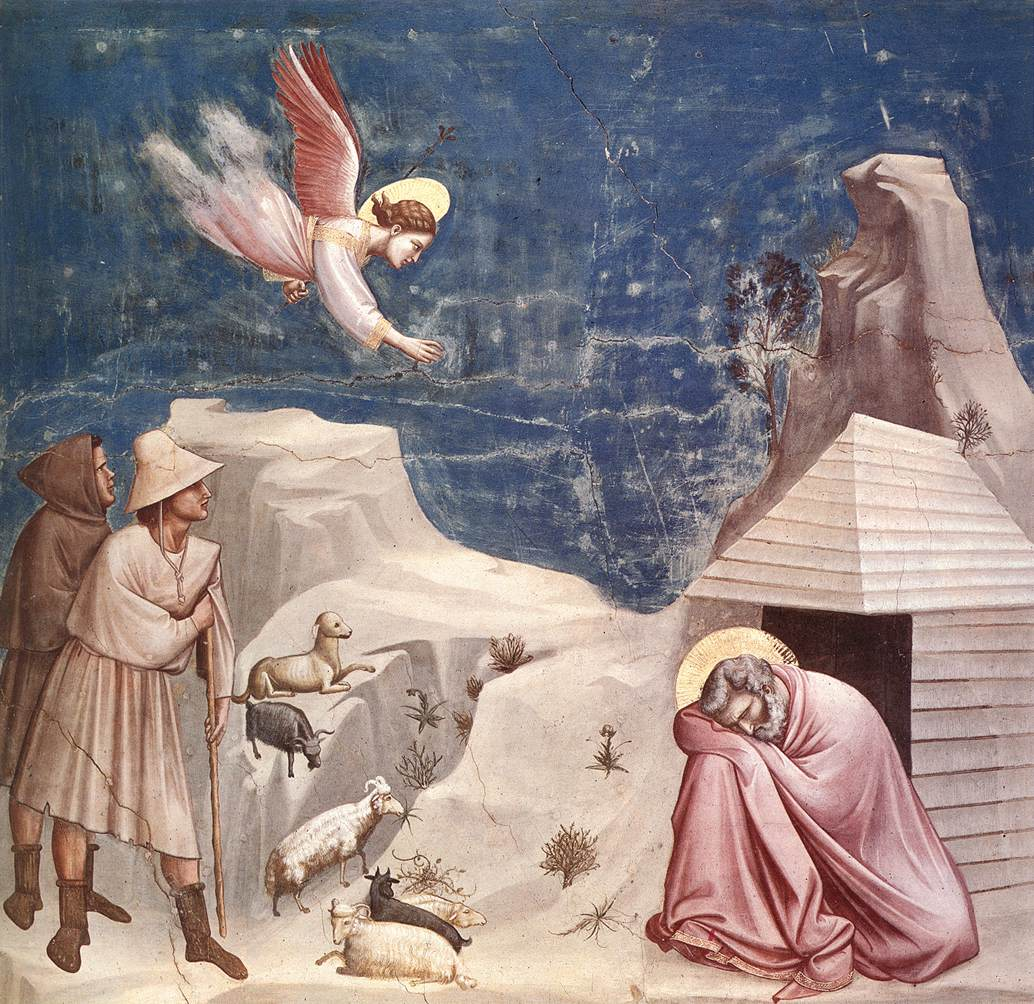
Giotto: Joachims Traum
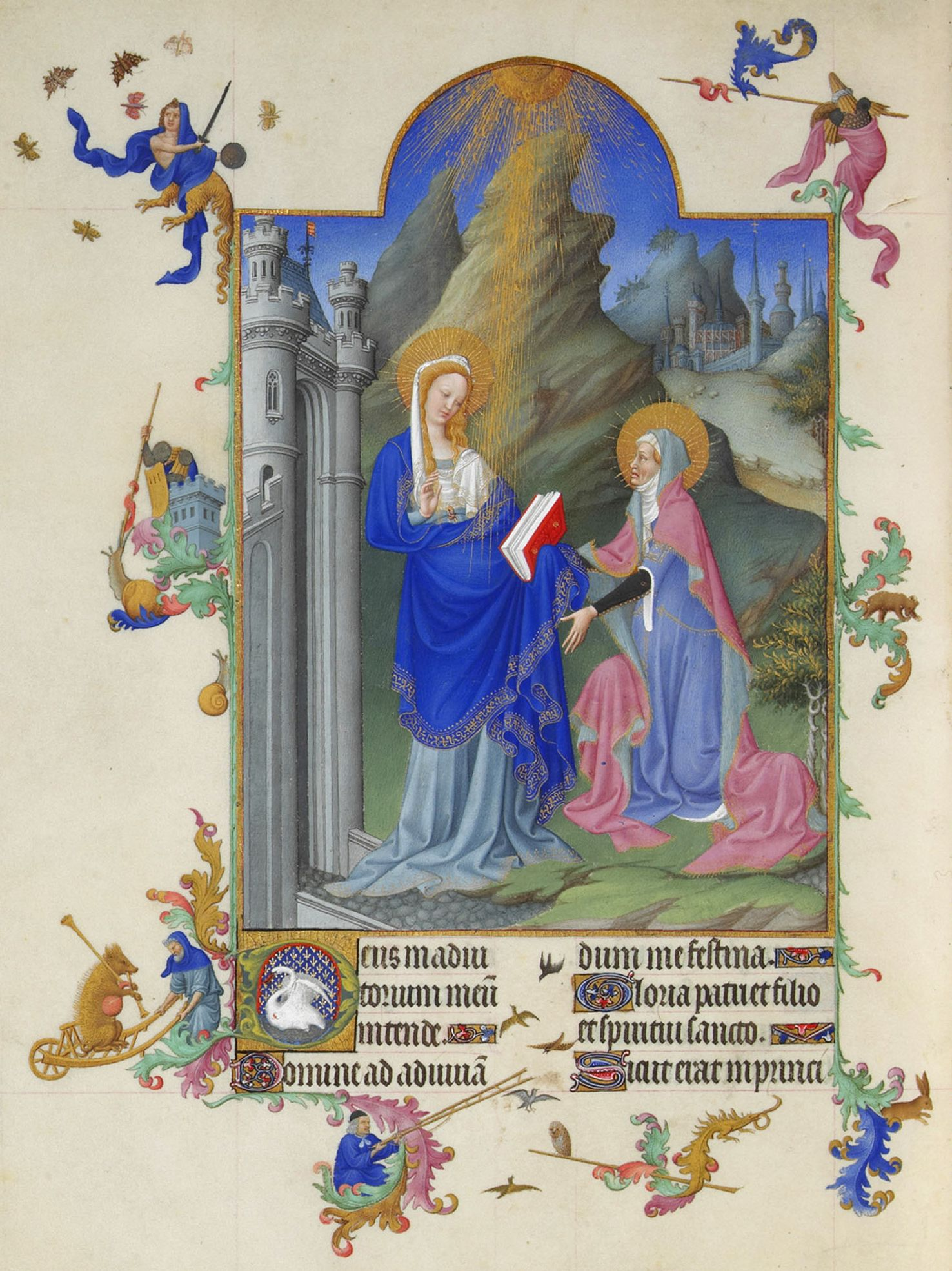
Das Blatt „Mariä Heimsuchung“ im Stundenbuch des Herzogs von Berry
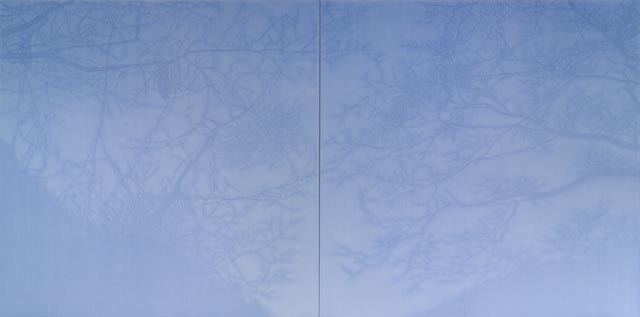
Hiroshi Ōnishi: View of Remembrance I (2009). Lapislazuli auf Leinwand

In Kosmetikprodukten wird Lapislazuli in der Liste der Inhaltsstoffe als LAPIS LAZULI (INCI) angegeben.

## Manipulationen und Imitationen
- Ein gewaschener Lasurstein wurde früher lateinisch Lapis Lazuli ablutus genannt.[31]
- Blasser Lapislazuli wird geölt oder gewachst, um ihn dunkler erscheinen zu lassen. Eine ungleichmäßige Farbgebung lässt sich mit farbigem Öl vereinheitlichen, dies ist aber leicht mit Aceton nachweisbar.[3]
- Lapislazuli von geringer Qualität oder in kleinen Bruchstücken wird zusammen mit Kunstharz zu größeren Steinen rekonstruiert.
- Imitationen von Lapislazuli werden vor allem durch Einfärbung der Quarzvarietät Jaspis mit Berliner Blau hergestellt. So wird der sogenannte „Deutsche Lapis(lazuli)“[3] in Nunkirchen (Stadt Wadern) aus Jaspis hergestellt, weitere Namen sind „Swiss Lapis“,[3] „Blauer Onyx“ oder „Nunkirchener Lapislazuli“. Behandelt man solcherart minderwertige Edelsteinimitationen im Ultraschallbad oder mit Salmiakgeist, treten auf der Steinoberfläche Flecken auf, die sich nicht mehr entfernen lassen, da das färbende Pigment abgelöst ist.